# Kada Al-Kura
Kada Al-Kura (arab. قضاء الكورة) – jednostka administracyjna w Libanie, należąca do muhafazy Dystrykt Północny, położona na północ od Bejrutu. Dystrykt zamieszkiwany jest przede wszystkim przez prawosławnych chrześcijan.

## Wybory parlamentarne
Okręg wyborczy, obejmujący dystrykt Al-Kura, reprezentowany jest w libańskim Zgromadzeniu Narodowym przez 3 deputowanych prawosławnych.